# Heinrich Böcler
Heinrich Böcler (* 2. November 1809 in Gelbensande; † 10. Dezember 1874 in Schwerin) war ein deutscher Jurist. Er saß in der Frankfurter Nationalversammlung.

## Leben
Böcler wurde 1809 als Sohn des Oberförsters Samuel Böcler in Gelbensande geboren. Er studierte in Rostock von 1829 bis 1832 Jura, was er mit dem juristischen Doktorexamen abschloss, und trat dem Corps Vandalia Rostock bei. Bis 1848 war er als Rechtsanwalt in Rostock, danach in Schwerin tätig. Ab 1850 war er Amtsverwalter im Domanialamt Schwerin. Später wechselte er in die Forstverwaltung, in der er mit dem Titel eines Kammerrates bis kurz vor seinem Tod tätig war.
Böcler wurde für den 3. Wahlkreis (Schwerin) des Landes Mecklenburg-Schwerin in die Frankfurter Nationalversammlung gewählt, der er vom 18. Mai 1848 bis zum 25. Mai 1849 angehörte. Am 17. Juni 1848 wurde er Mitglied des Ausschusses für Gesetzgebung, am 11. April 1849 Mitglied des Durchführungsausschusses für die Reichsverfassung. Zunächst im Casino (Fraktion) tätig, wechselte er später zur Fraktion Augsburger Hof, die gemäßigt-liberale, kleindeutsche Ziele vertrat und dem linken Centrum zuzurechnen war. Als Redner trat er nicht hervor.